# Dialogo agli Inferi tra Machiavelli e Montesquieu
Il Dialogo agli Inferi tra Macchiavelli e Montesquieu (nell'originale francese: Dialogue aux enfers entre Machiavel et Montesquieu ou la politique de Machiavel au XIXe siècle) è una satira politica scritta dall'avvocato francese Maurice Joly, che inizialmente la pubblicò in forma anonima a Bruxelles con l'etichetta generica di "un contemporaneo". Lo scritto è una protesta contro il regime di Napoleone III (alias Luigi Napoleone Bonaparte), che governò la Francia dal 1848 al 1870. Fu tradotta in inglese nel 2002. Piccole parti erano state tradotte nel 1967 come appendice di Warrant for Genocide di Norman Cohn, che, riprendendo senza citarlo Pierre Charles, lo identificò come la fonte principale dei successivi Protocolli dei savi di Sion, sebbene il dialogo stesso non menzionase gli ebrei.
L'opera utilizza l'espediente letterario del dialogo dei morti, inventato dall'antico scrittore romano Luciano e introdotto nelle belles-lettres francesi da Bernard de Fontenelle nel XVIII secolo. Le ombre di Niccolò Machiavelli e Montesquieu si incontrano all'Inferno nell'anno 1864 e discutono di politica. In questo modo Joly cercò di nascondere una critica diretta, e quindi illegale, al governo di Luigi Napoleone.

## Contenuto
Nella sua autobiografia del 1870, Joly raccontò che una sera, pensando al trattato dell'economista abbé Galiani Dialogues sur le commerce des blés (“Dialoghi sul commercio del grano”) e passeggiando a Pont Royal, ebbe l'ispirazione di scrivere un dialogo tra Montesquieu e Machiavelli nel quale il nobile barone Montesquieu si schiera a favore del liberalismo; il politico fiorentino Machiavelli si schiera a favore del dispotismo.
Machiavelli sostiene:
Montesquieu insiste sul fatto che lo spirito liberale dei popoli è invincibile. In 25 dialoghi, passo dopo passo, Mcchiavelli, che nella trama di Joly rappresenta velatamente Napoleone III, spiega come sostituirebbe la libertà con il dispotismo in ogni paese europeo: 
Alla fine, Machiavelli prevale. Nella coda del sipario Montesquieu esclama: 
(Joly, Maurice (2002). The Dialogue in Hell between Machiavelli and Montesquieu.)
Il libro fu pubblicato in forma anonima a Bruxelles nel 1864 e fu introdotto clandestinamente in Francia per essere distribuito, ma la tiratura fu sequestrata dalla polizia subito dopo il passaggio del confine.
La polizia rintracciò rapidamente l'autore, Joly fu trato in arresto e il libro fu vietato. Il 25 aprile 1865 fu condannato a 18 mesi nella prigione di Sainte-Pélagie a Parigi. La seconda edizione dei Dialoghi fu pubblicata nel 1868 con il nome di Joly.
Quest'ultimo scrisse un epilogo alla sua opera durante la campagna elettorale contro Napoleone III, in occasione del referendum costituzionale francese del 1870, epilogo che uscì in stampa sulle riviste Le Gaulois e La Cloche.

## Importanza ed eredità
All'inizio del XX secolo il libro di Joly fu usato come base per i Protocolli dei savi di Sion, un noto falso letterario antisemita di produzione russa. Esistono numerose prove (alcune delle quali sono state presentate al Processo di Berna) che i Protocolli erano stati abbondantemente plagiati dal Dialogo.
Il libro di Joly, tuttavia, era una satira sulla politica francese della Seconda Repubblica e del Secondo impero e non conteneva alcun materiale antisemita (o addirittura alcun riferimento agli ebrei); gli autori anonimi dei Protocolli interpolarono la cabala ebraica per i riferimenti dell'originale ai membri del governo di Napoleone III.

## Nelle arti

### Adattamenti teatrali
Il primo adattamento fu di Pierre Fresnay, che lesse il testo con Julien Bertheau al Théâtre de la Michodière nel 1968.
La Comédie-Française mise in scena il testo nel 1983 al Petit-Odéon, in un adattamento di Pierre Franck, con la regia di Simon Eine e la scenografia di Charlie Mangel, con Michel Etcheverry e François Chaumette come attori protagonisti. L'opera ebbe un enorme successo all'epoca.
Pierre Tabard riadattò il testo nel 2003 sulla base della versione di Pierre Fresnay. Questo progetto si concretizzò nel novembre 2005 al Théâtre du Lucernaire di Parigi con Jean-Paul Borde e Jean-Pierre Andreani.
Una versione liberamente adattata dal testo di Maurice Joly fu pubblicata nel 2015 da Michel Caron, con il titolo Machiavelli contre Montesquieu. Le combat infernal ("Machiavelli contro Montesquieu: la battaglia infernale"), che ambienta il confronto tra i due personaggi nel contesto di un talk show.
Nel 2018 il regista Marcel Bluwal riadattò il Dialogue aux enfers per il teatro contemporaneo. Mise in scena il proprio spettacolo basato sul testo di Maurice Joly al Théâtre de Poche-Montparnasse di Parigi, con Hervé Briaux nel ruolo di Machiavelli e Pierre Santini in quello di Montesquieu. La stampa accolse con calore lo spettacolo definendolo "straordinariamente attuale", "agghiacciante e luminoso" e "superbo per intelligenza e finezza". Il testo dello spettacolo fu pubblicato contemporaneamente nella Collection des quatre vents de L'avant-scène théâtre.

### Adattamenti radiofonici
Un adattamento radiofonico fu realizzato dalla Comédie-Française nel 1983, utilizzando lo stesso cast dell'opera, con Michel Etcheverry e François Chaumette, e Simon Eine nel ruolo del narratore. L'evento fu trasmesso su France Culture.

### Nella letteratura
Il testo, che giunse allo zar, fu leggermente rielaborato per essere utilizzato come pamphlet contro la borghesia russa, che stava acquisendo potere.
Il testo fu utilizzato anche come base per i Protocolli dei savi di Sion, un pamphlet antisemita ottenuto a basso costo sostituendo sostanzialmente il nome di "Napoleone III" con quello di "ebrei" in tutto il testo e mantenendo solo le filippiche di Machiavelli: nei protocolli si trovano interi passaggi del testo di Joly.
Nella sua presentazione di una realtà falsificata per ragioni politiche, il Dialogo precorse opere successive come 1984 di George Orwell o le opere di Philip K. Dick, anch'esse impregnate di una visione politica, persino della nozione di spettacolo brevemente menzionata da Marx e molto più tardi enfatizzata dal movimento situazionista.
Nel 1897, un furto con scasso effettuato dall'Ochrana nella villa svizzera di Elie von Cyon (a Territet) portò al sequestro di un gran numero di documenti, tra cui un pamphlet politico contro il conte de Witte, scritto da de Cyon utilizzando il Dialogue aux enfers entre Machiavel et Montesquieu di Maurice Joly.